# Euroband
De Euroband is een Rotterdamse muziekvereniging. De vereniging bestaat niet alleen uit een show- & marchingband maar ook uit het jeugdorkest Jong Euroband dat functioneert als opleidingsband voor de show- en marchingband.

## Oprichting en geschiedenis
De band maakte oorspronkelijk deel uit van de Rotterdamse Turn- en Atletiekvereniging Tenaco in Kralingen. Besloten werd echter om als zelfstandige muziekvereniging verder te gaan, waarna op 1 november 1961 Tamboer- en trompetterkorps Euro-Band werd opgericht. Om praktische redenen is later de naam zonder tussenstreepje aan elkaar geschreven en – omdat de Euroband eigenlijk al lang geen tamboer- en trompetterkorps meer was in de zin van het woord – werd een aantal jaren geleden gekozen om als Show- & Marchingband verder te gaan. 
Het oorspronkelijke oefengebouw van de toenmalige Euroband werd in het jaar 1966 getroffen door een grote uitslaande brand. Hierbij verloor de vereniging tal van instrumenten en uniformen. Het gevolg hiervan was, dat de vereniging een aantal keren noodgedwongen moest verhuizen naar andere oefenlocaties.
Uiteindelijk belandde de vereniging op een geschikte locatie op Rotterdam zuid aan de Krabbendijkestraat in de wijk Pendrecht, (Stadsdeel Charlois). Ook deze oefenlocatie moest het veld ruimen voor de aanleg van de Havenspoorlijn, die de Maasvlakte en de Europoort met het achterland verbindt. In de directe nabijheid van de oude oefenlocatie werd eveneens aan de Krabbendijkestraat op nummer 520 een nieuw oefengebouw gerealiseerd. Het gebouw ‘De Schalmei’ werd door de gemeente Rotterdam speciaal ontwikkeld voor muzikale en culture activiteiten en vormt hierdoor de thuisbasis voor de Show- & Marchingband Euroband, de Jong Euroband en het Popkoor Xing.

## Instrumentarium
De band begon te spelen met Es-des trompetten en bassen met een ventiel. Vanaf de jaren zestig werden die vervangen door trompetten en sousafoons met drie ventielen, trombones, baritons, dwarsfluiten, saxofoons en piccolo's. Daarmee werd het mogelijk ook andere soorten muziek te spelen, nagenoeg alle soorten muziek. In 2019 konden nieuwe slaginstrumenten worden aangeschaft.

## Uniformen
Door de vele optredens die de band verzorgde, moesten de diverse uniformen regelmatig wegens slijtage worden vervangen. In 2019 maakten subsidies van de Stichting Volkskracht en het Prins Bernhard Cultuurfonds het mogelijk weer, nu al voor de 7e keer in het bestaan van de vereniging, nieuwe uniformen aan te schaffen. Bij de marsoptredens wordt een zwarte broek, voor de shows een witte broek gedragen. Zaterdag 1 februari 2020 werden de nieuwe uniformen en het vernieuwde slagwerk aan het publiek gepresenteerd, waarbij ook een nieuwe themashow ten gehore werd gebracht.

## Optredens

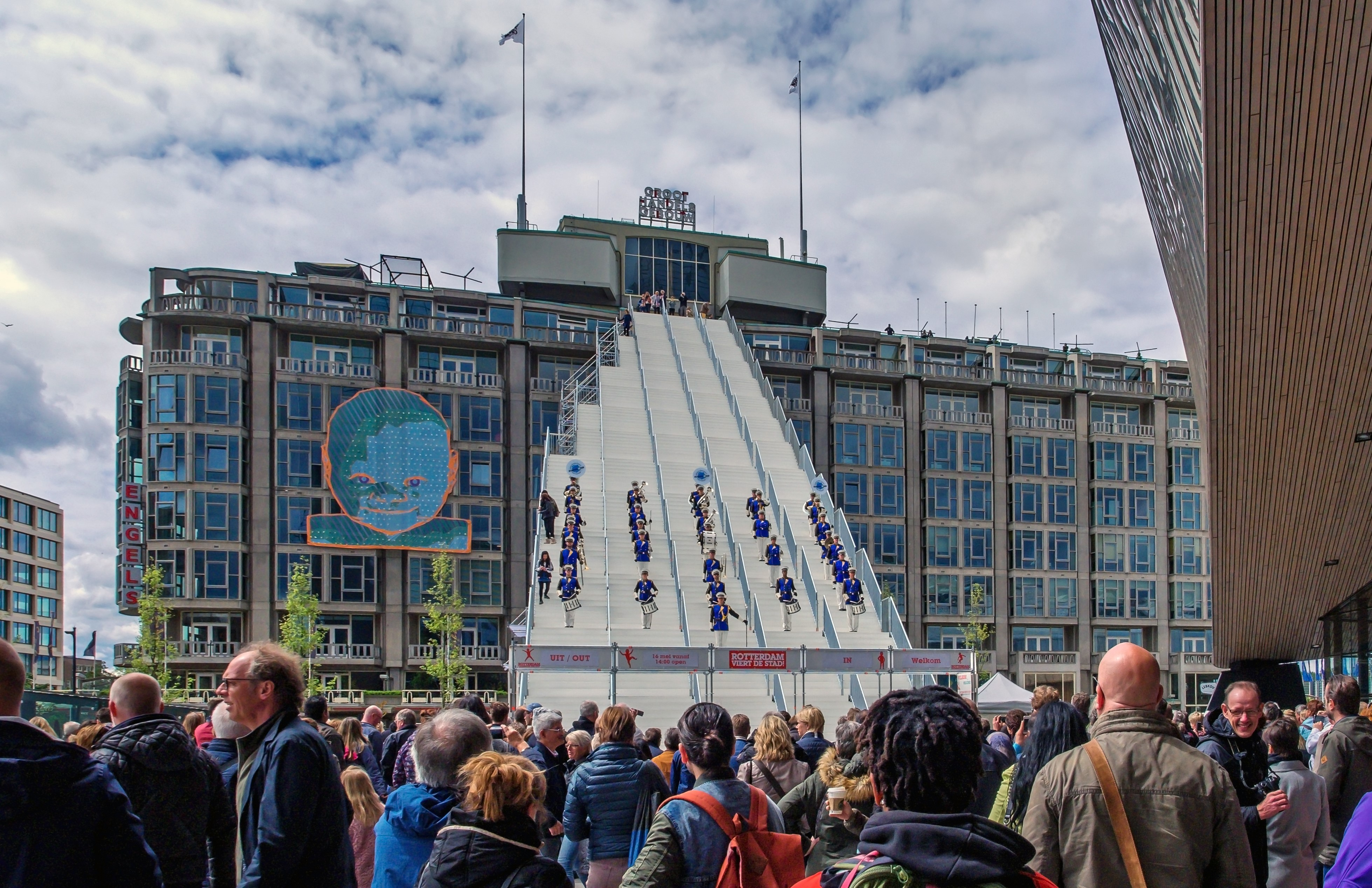
Show & Marchingband Euroband Rotterdam op 16 mei 2016.

Er zijn zo’n veertig tot vijftig muzikanten die niet alleen in Nederland en omstreken, maar ook ver over de grens zoals in de Verenigde Staten en Canada optreden. Daarbij worden naast een galashow, ook vaak een 2e "alternatieve" show in passende kleding en bijbehorende muziek gegeven, zoals de zwerversshow, de flowerpower show, de Franse show en de Italiaanse show. Zo heeft de band in de jaren zeventig bij Europacup wedstrijden eens in een bomvol Feyenoordstadion (De Kuip) opgetreden in het bekende tenue van Feyenoord. Daar werd ook een keer gezamenlijke opgetreden met het tamboer- en trompetterkorps Ahoy en de drumfanfare Excelsior. Deze drie puur Rotterdamse muziekverenigingen werden geformeerd tot één groot orkest, dat onder andere ‘hand in hand kameraden’ van Jaap Valkhoff ten gehore bracht.
In de jaren 1966, 1970, 2001, 2005, 2009, 2013 en 2017 heeft het orkest met succes deelgenomen aan het Wereld Muziek Concours te Kerkrade. In 2017 behaalde het orkest 83.78 punten bij de Marswedstrijden, hetgeen goed was voor een gouden medaille.
Te vermelden waard zijn:
- 1992 Taptoe Floriade;
- 2001 en 2004 Taptoes in het Rotterdamse Ahoy en Euro-taptoe;
- 2006 The Netherlands military tattoo;
- 2008 The Royal Nova Scotia International Tattoo, Halifax (Canada);
- Bloemencorso's in o.a. Zundert, Neuchatel (Zwitserland) en Jersey (Verenigd Koninkrijk);
- Streetparades in o.a. Parijs, Keulen, Hamburg, Rotterdam, Brussel en Londen;
- 2015 Taptoe Schloss Marienburg;
- 2016 Grote streetparades en taptoes in Chalon-sur-Saone en Digne-les-Bains (Frankrijk);
- 2017 Optredens in Villefranche-sur-Saone en bij het feest van de Conscrits;
- 2017 Luther Tattoo in Hanau (Duitsland);
- 2019 Heropening van de Maastunnel te Rotterdam.[3]

Naast het optreden werd ook muziek op cd uitgebracht